# Videografia di Taylor Swift

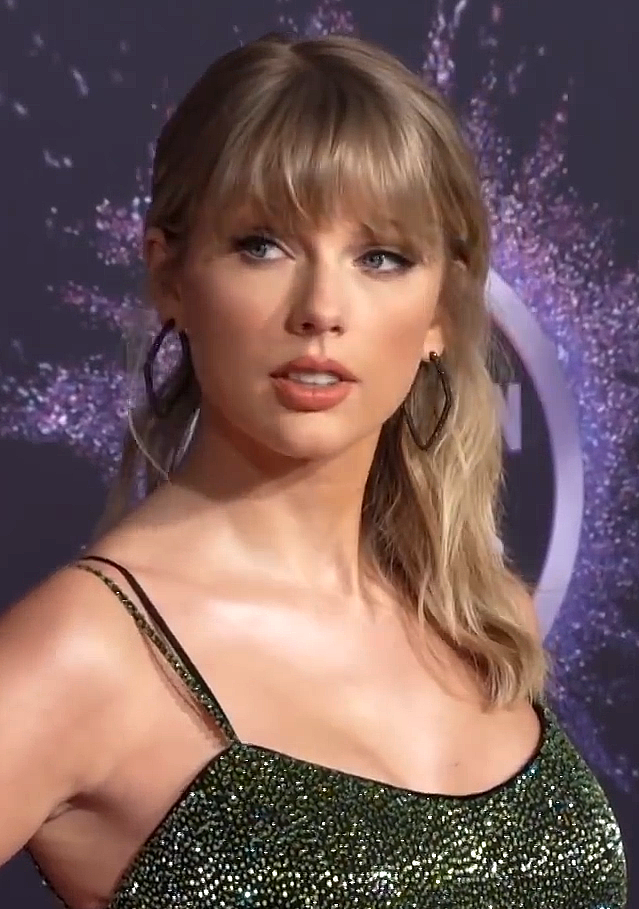
Taylor Swift agli American Music Awards 2019

La videografia di Taylor Swift comprende quattro video-album e cinquantatré video musicali.

## Video musicali

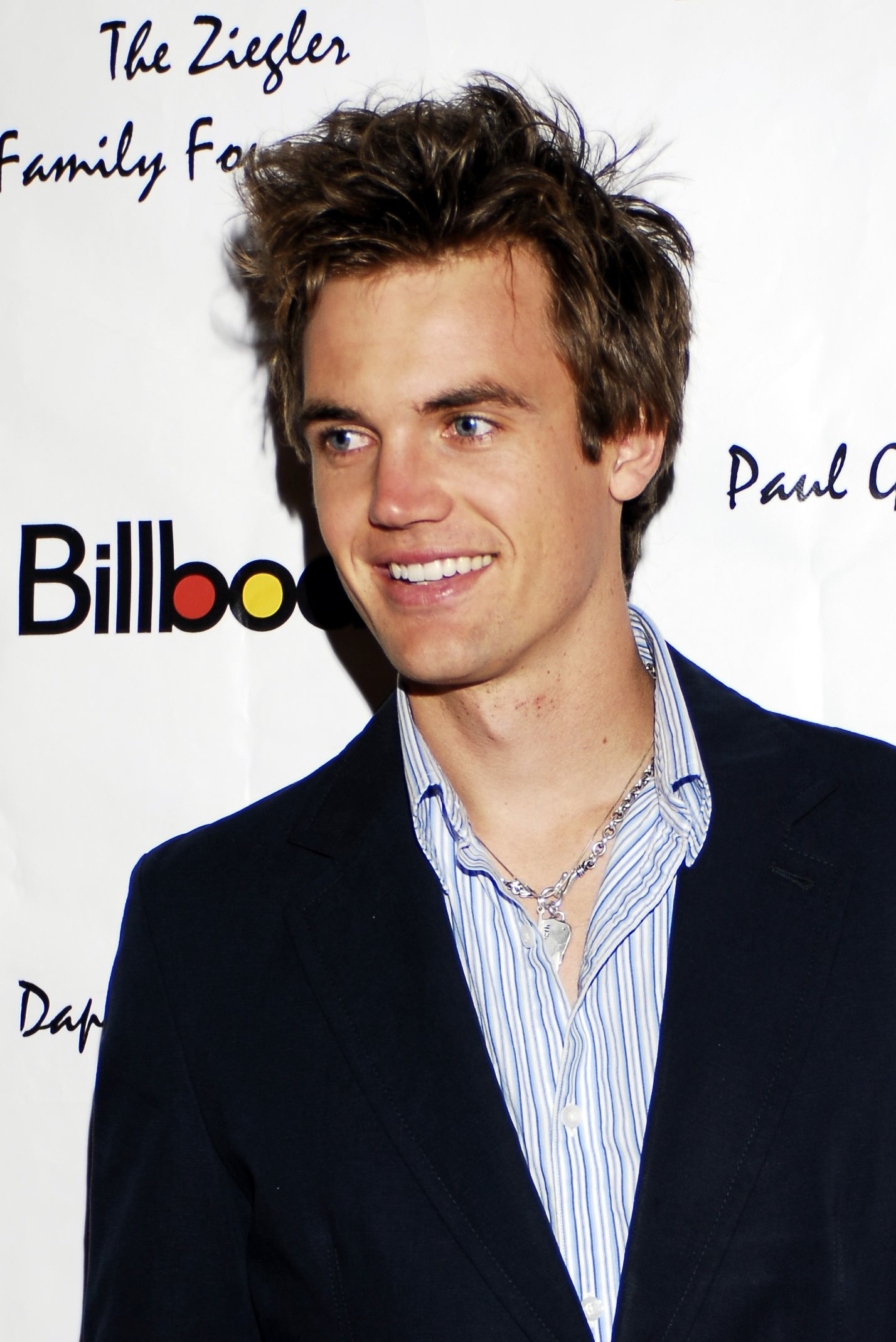
Tyler Hilton appare come interesse amoroso in Teardrops on My Guitar

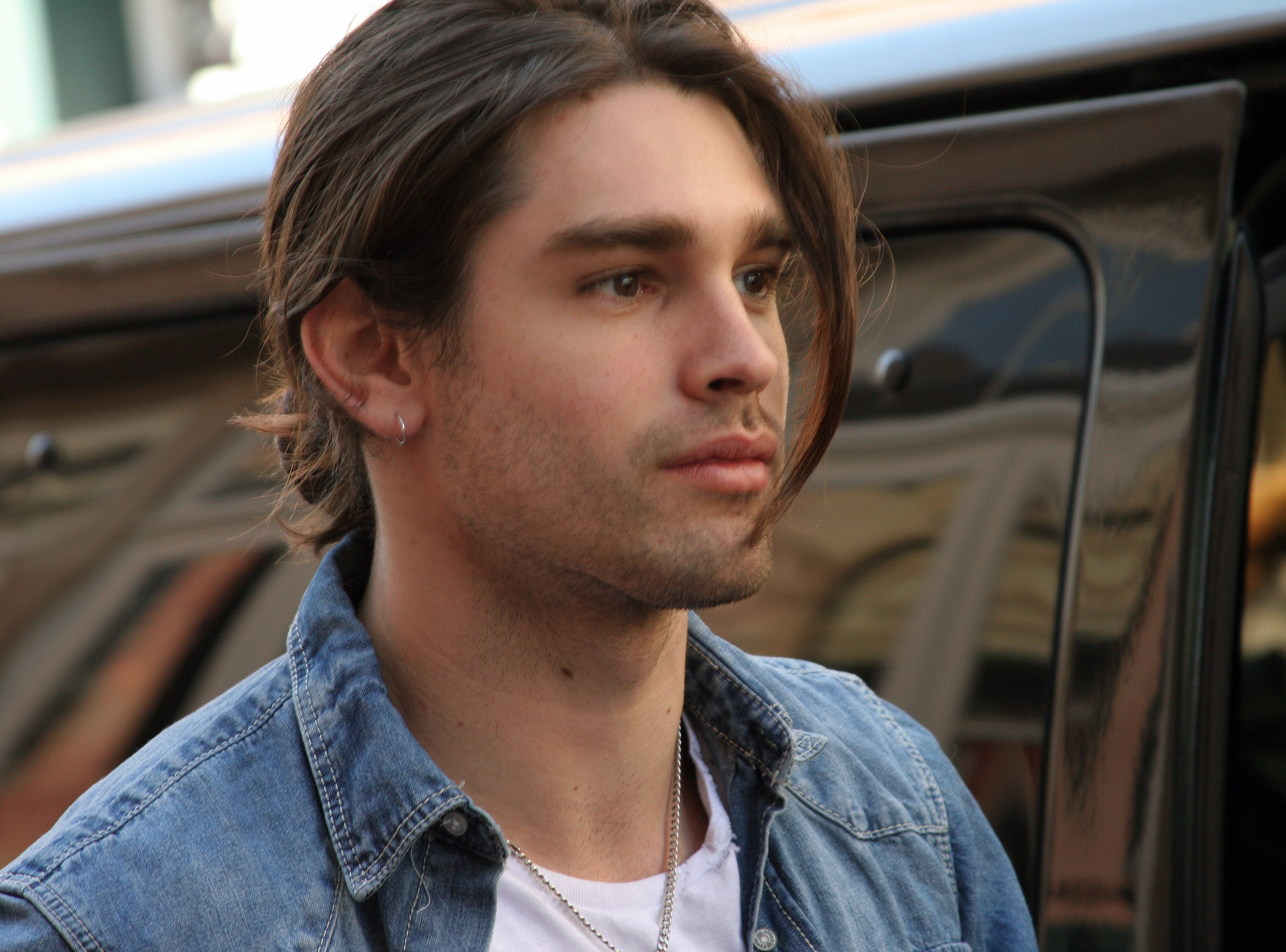
Il modello Justin Gaston interpreta il ruolo di Romeo nel video di Love Story

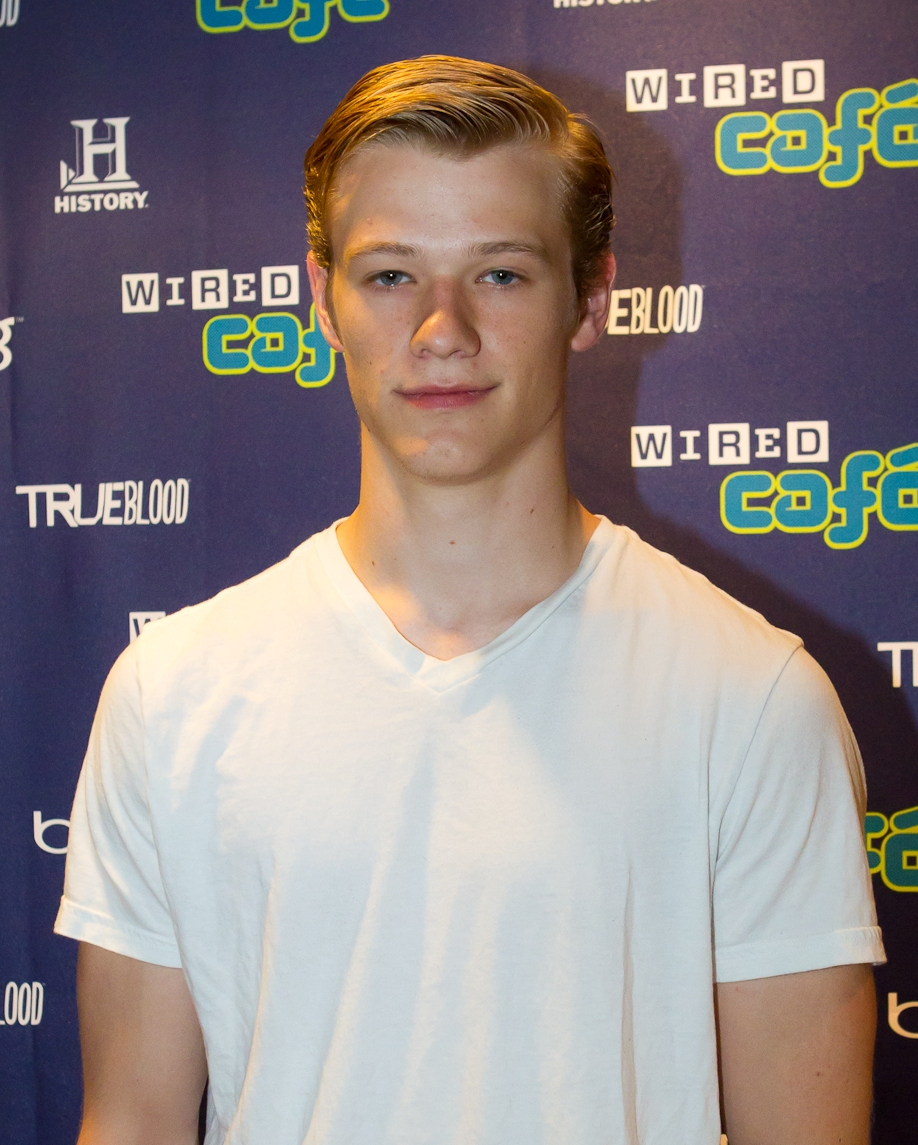
Lucas Till interpreta il protagonista maschile nel video di You Belong With Me

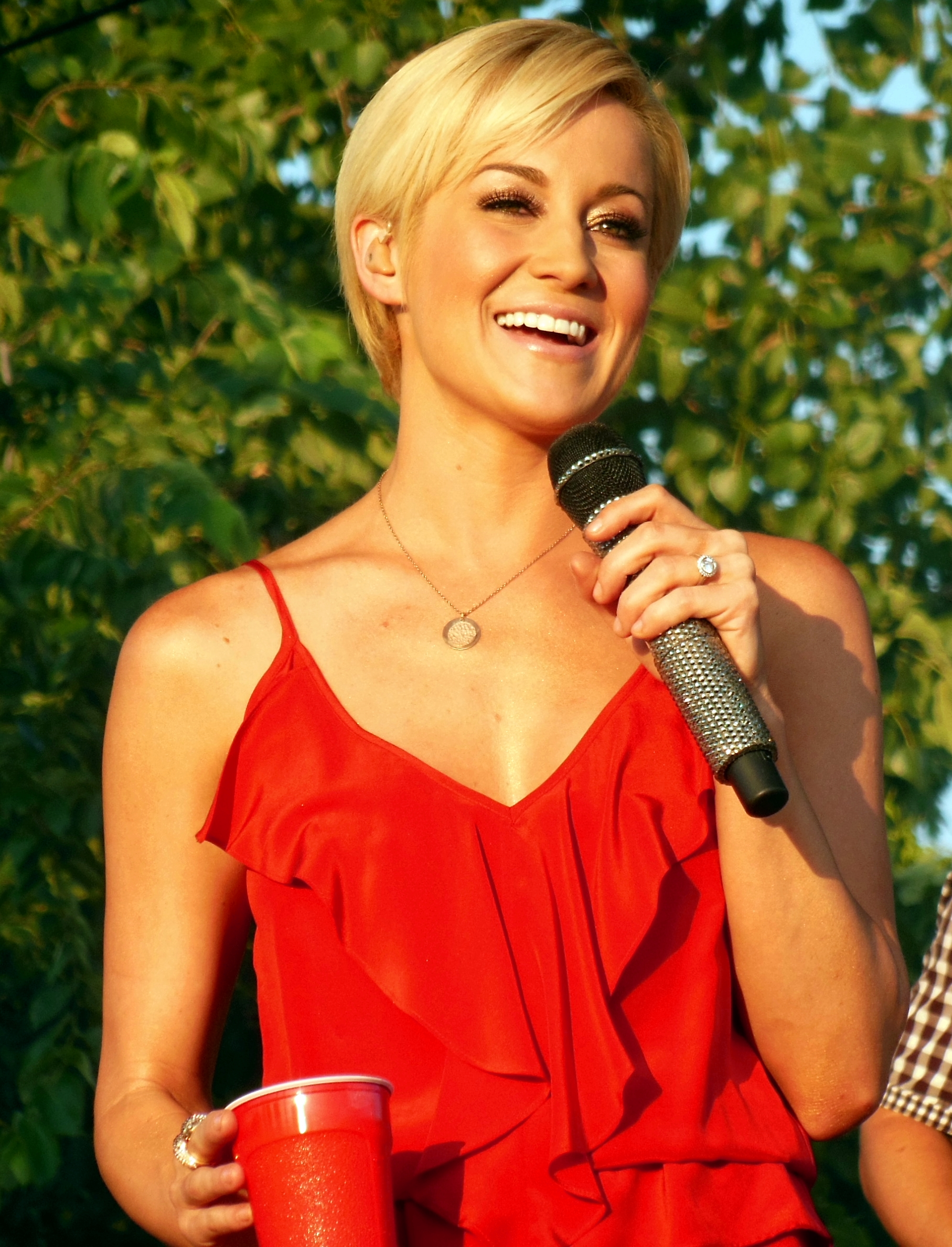
Taylor Swift appare nel video di Best Days of Your Life di Kellie Pickler

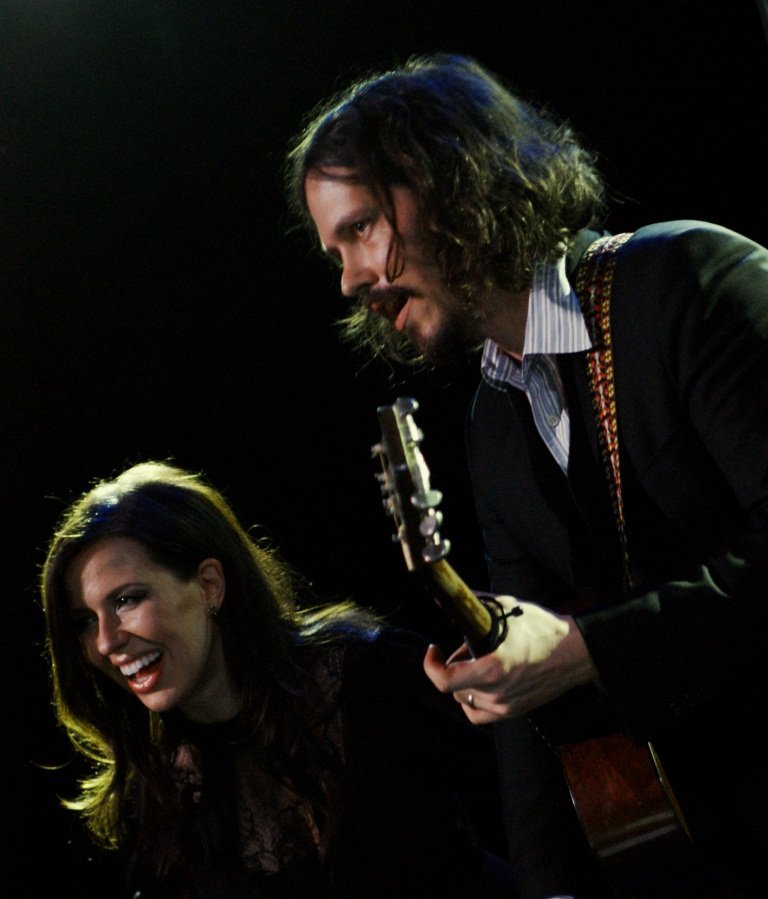
I The Civil Wars hanno collaborato con Taylor Swift in Safe & Sound

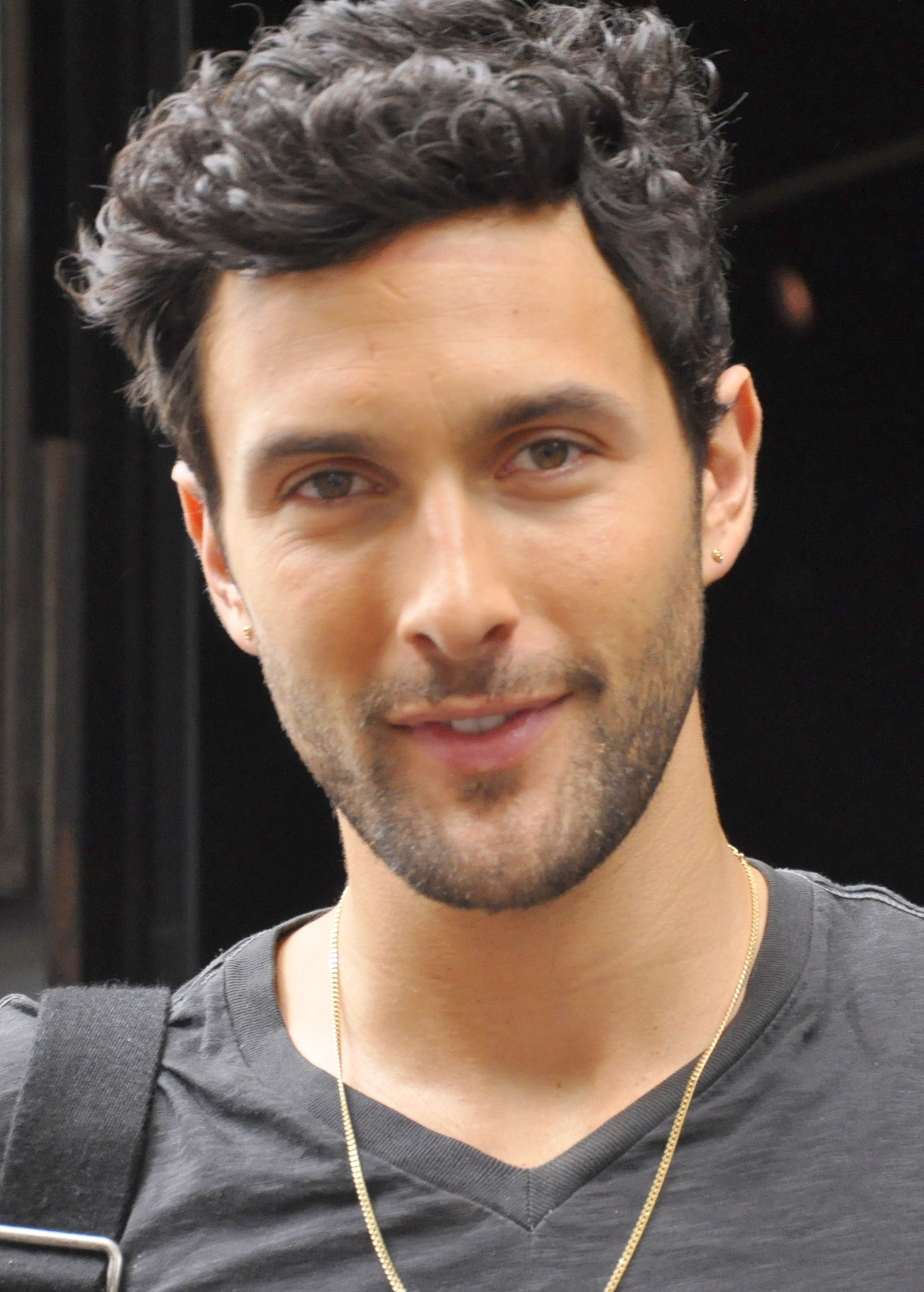
Noah Mills è il fidanzato in We Are Never Ever Getting Back Together

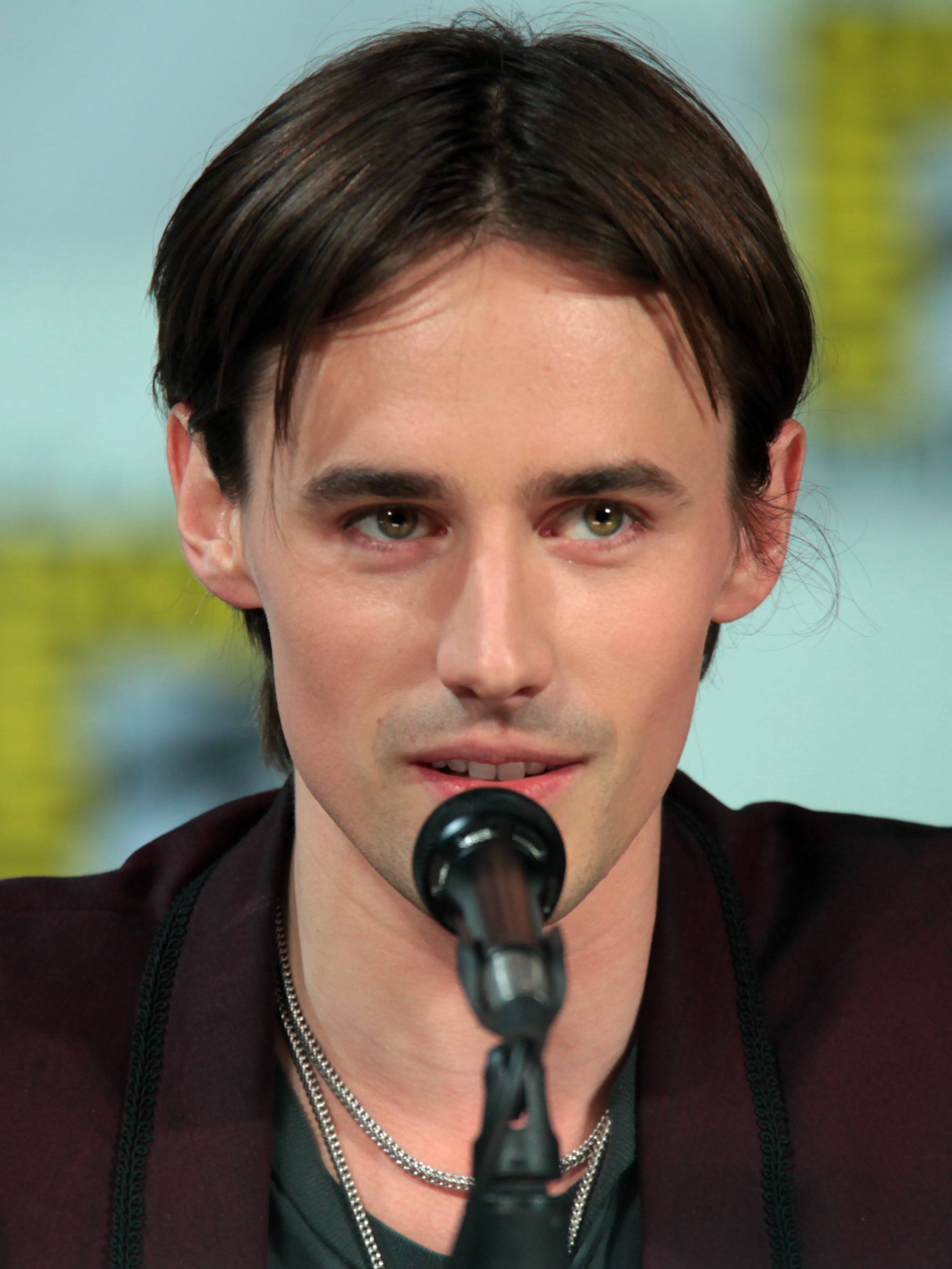
Reeve Carney interpreta il fidanzato donnaioso in I Knew You Were Trouble

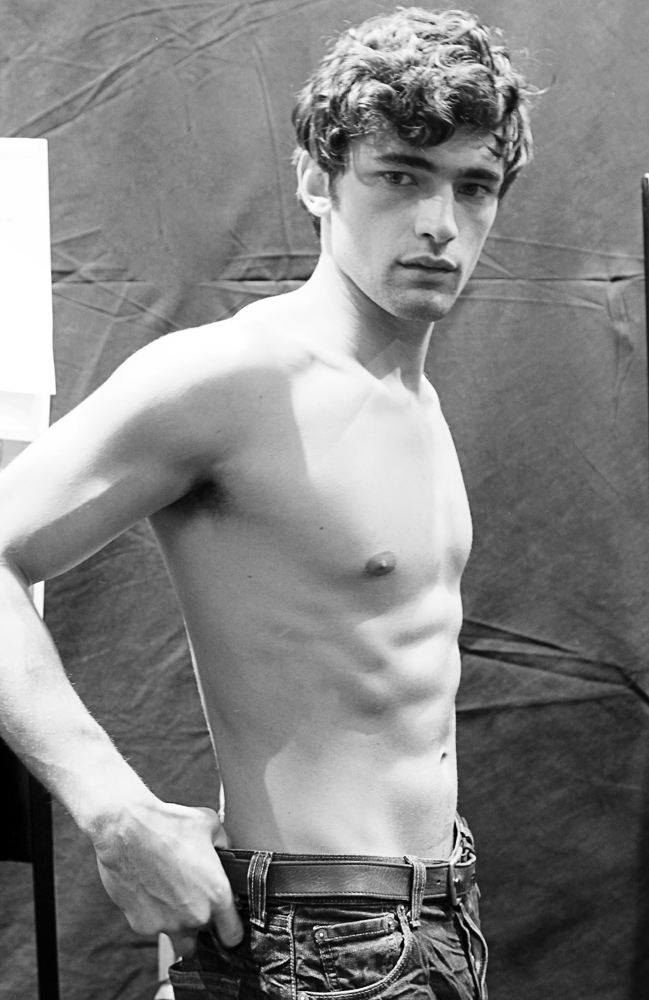
Sean O'Pry interpreta l'interesse amoroso in Blank Space

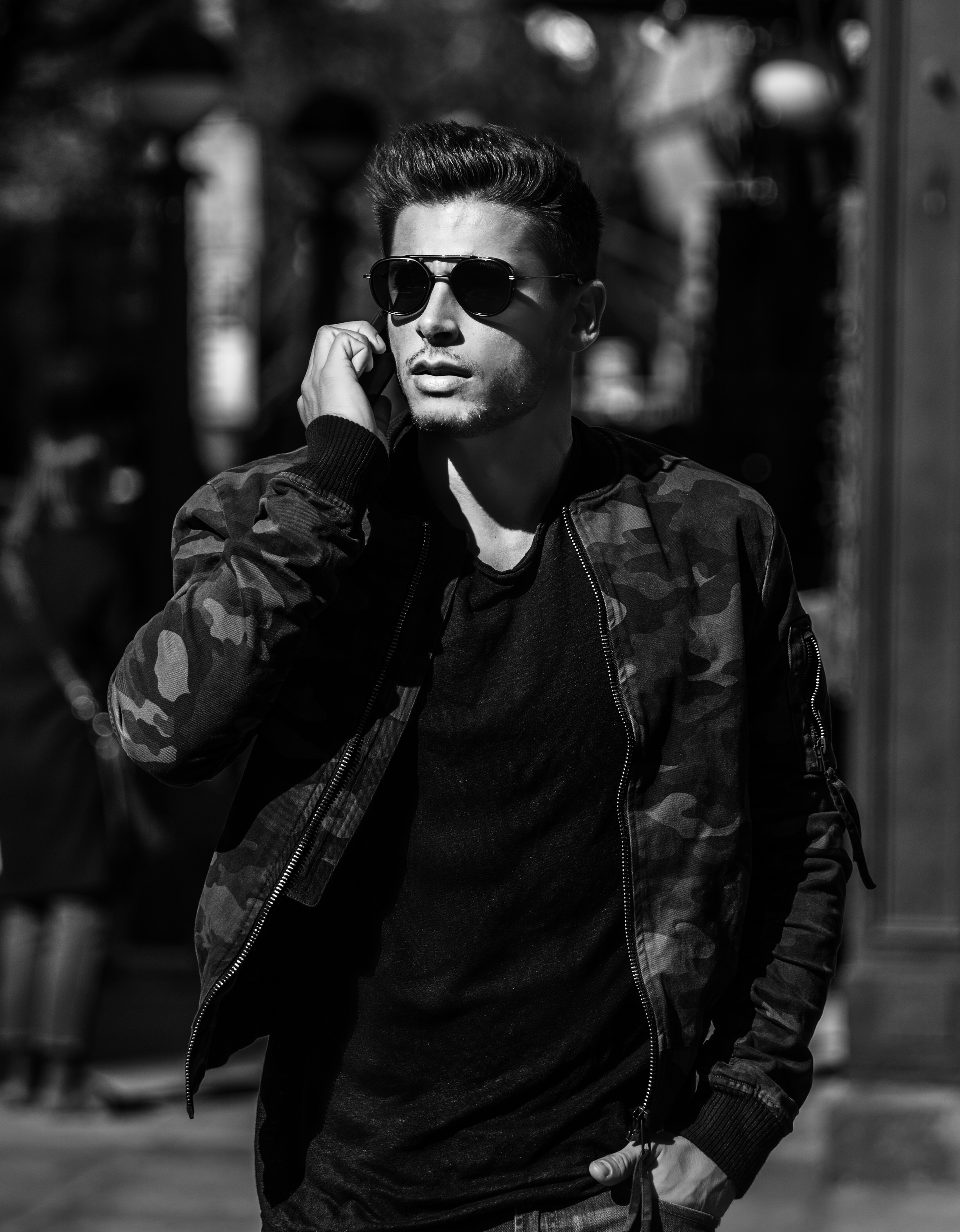
Andrea Denver interpreta il secondo interesse amoroso della Swift nel video di Blank Space.

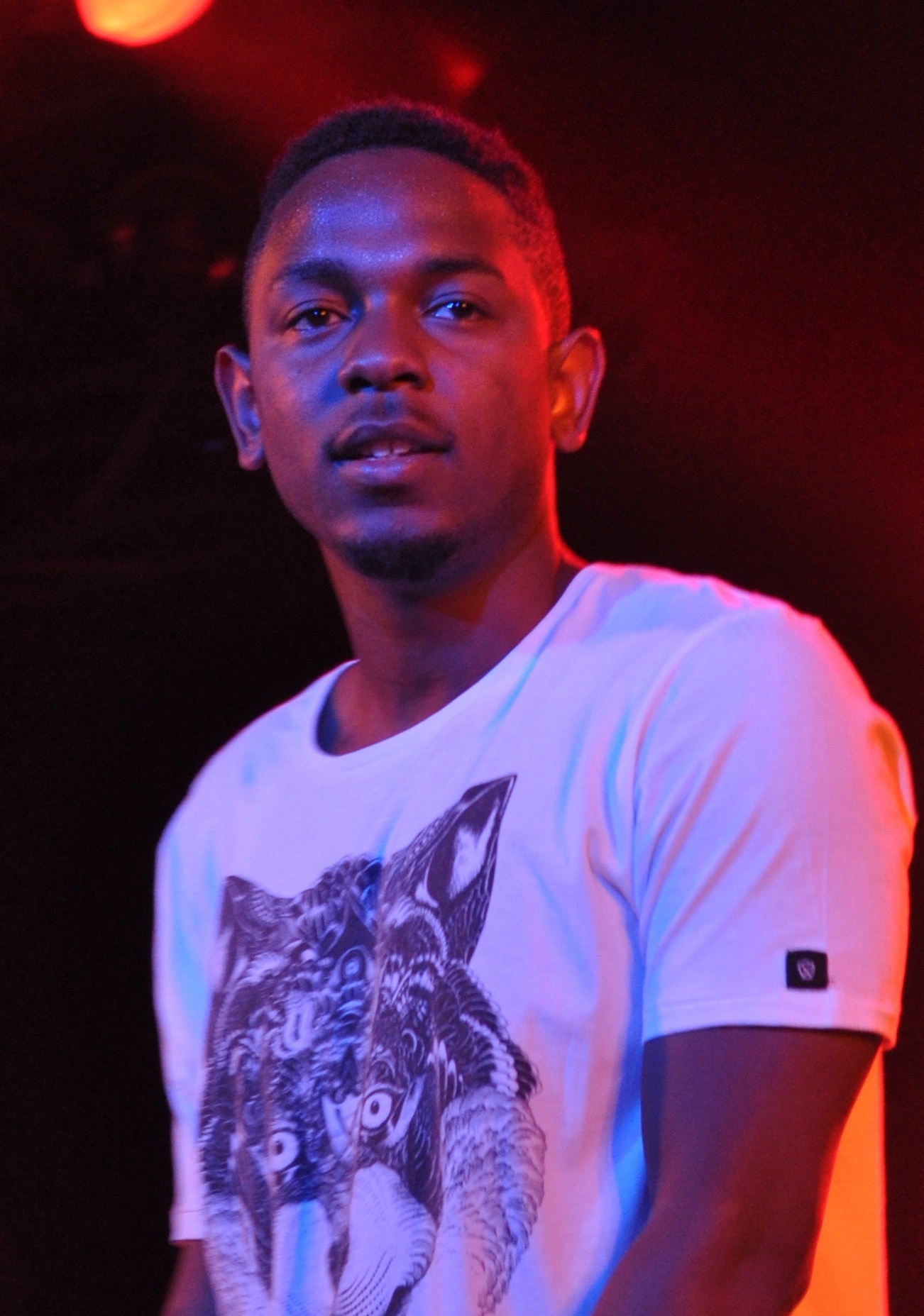
Kendrick Lamar appare nel video musicale di Bad Blood

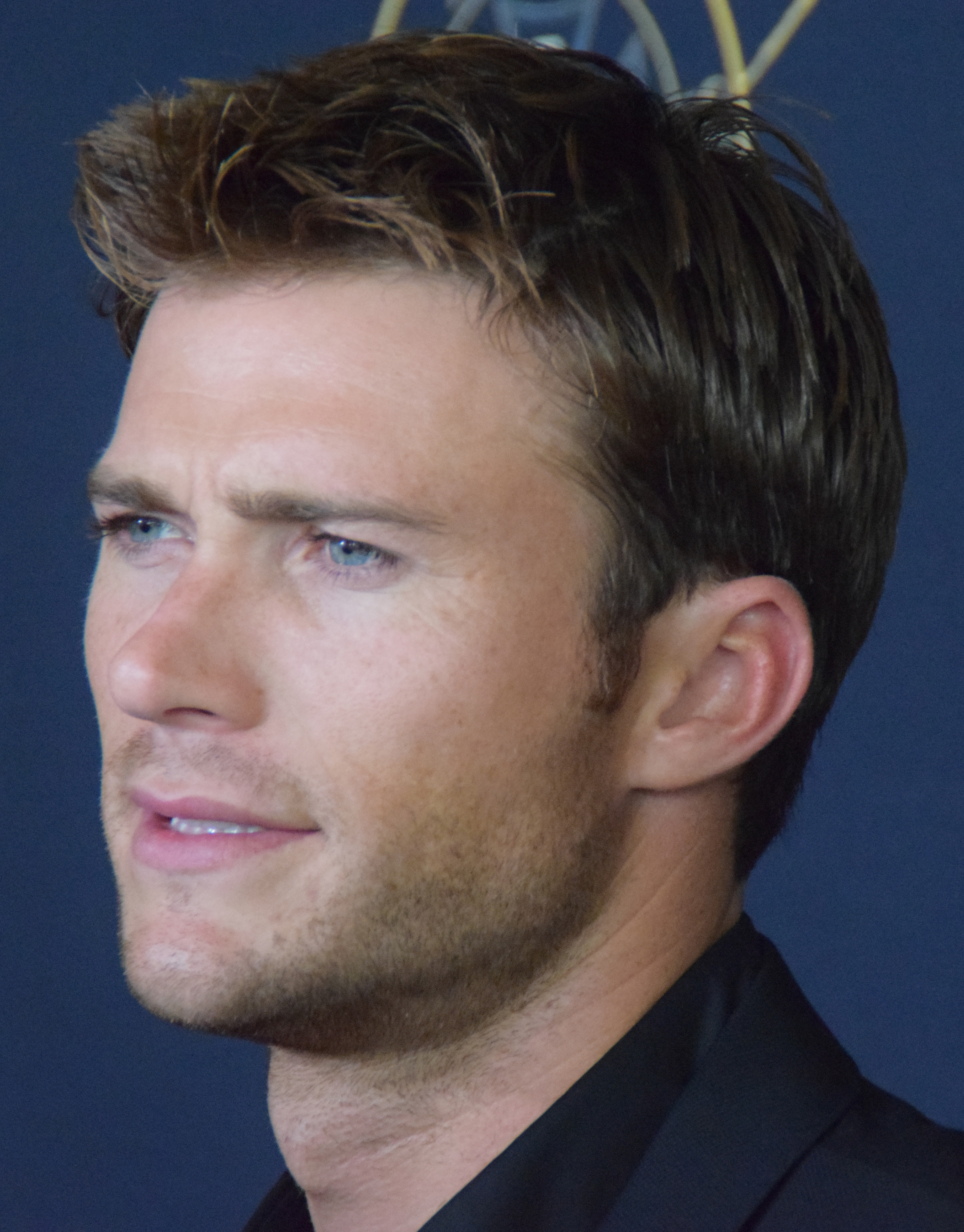
Scott Eastwood ha interpretato il ruolo di Robert Kingsley, l'interesse amoroso nel video di Wildest Dreams

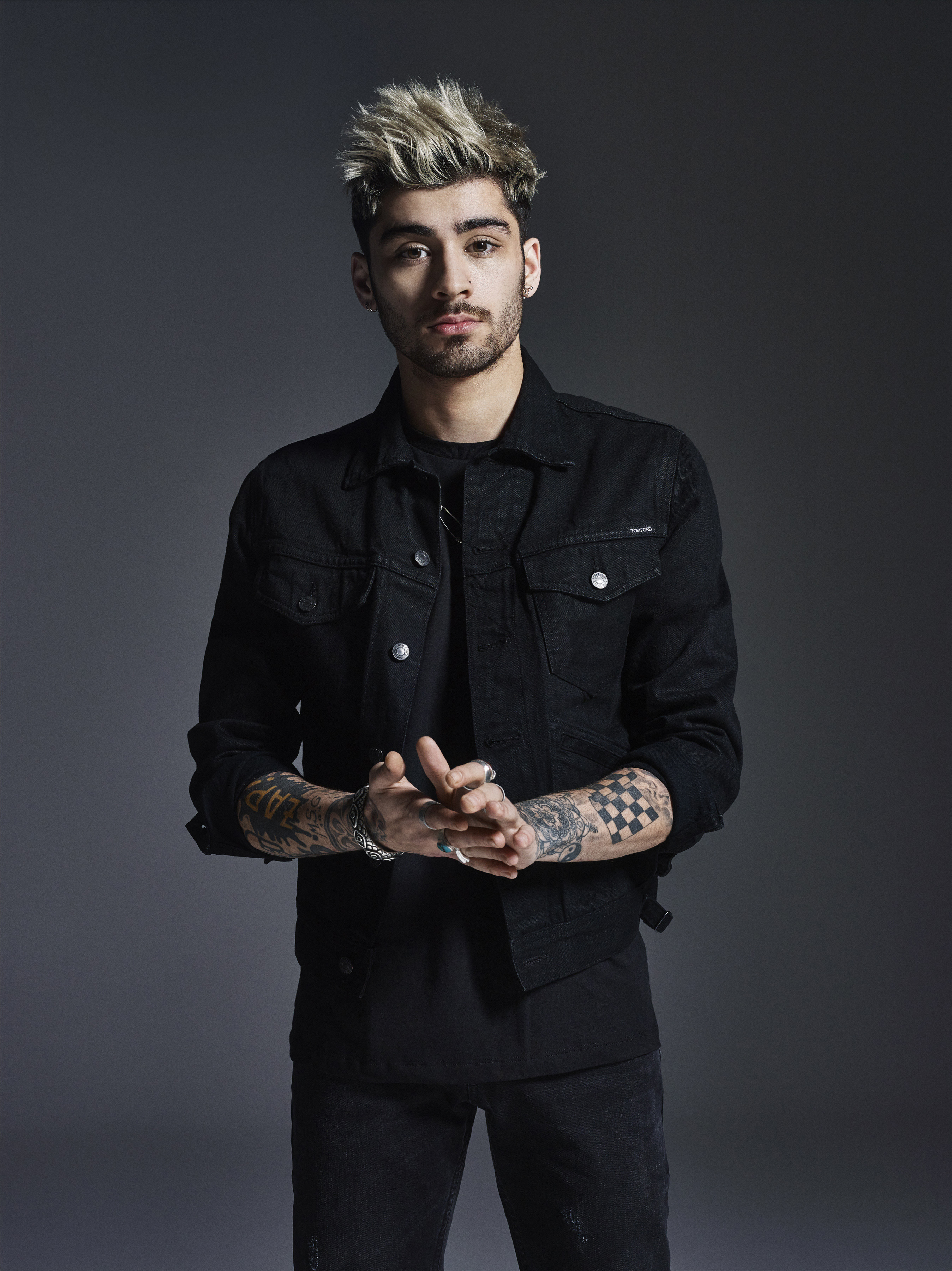
Con Zayn Malik, ha pubblicato il singolo I Don't Wanna Live Forever

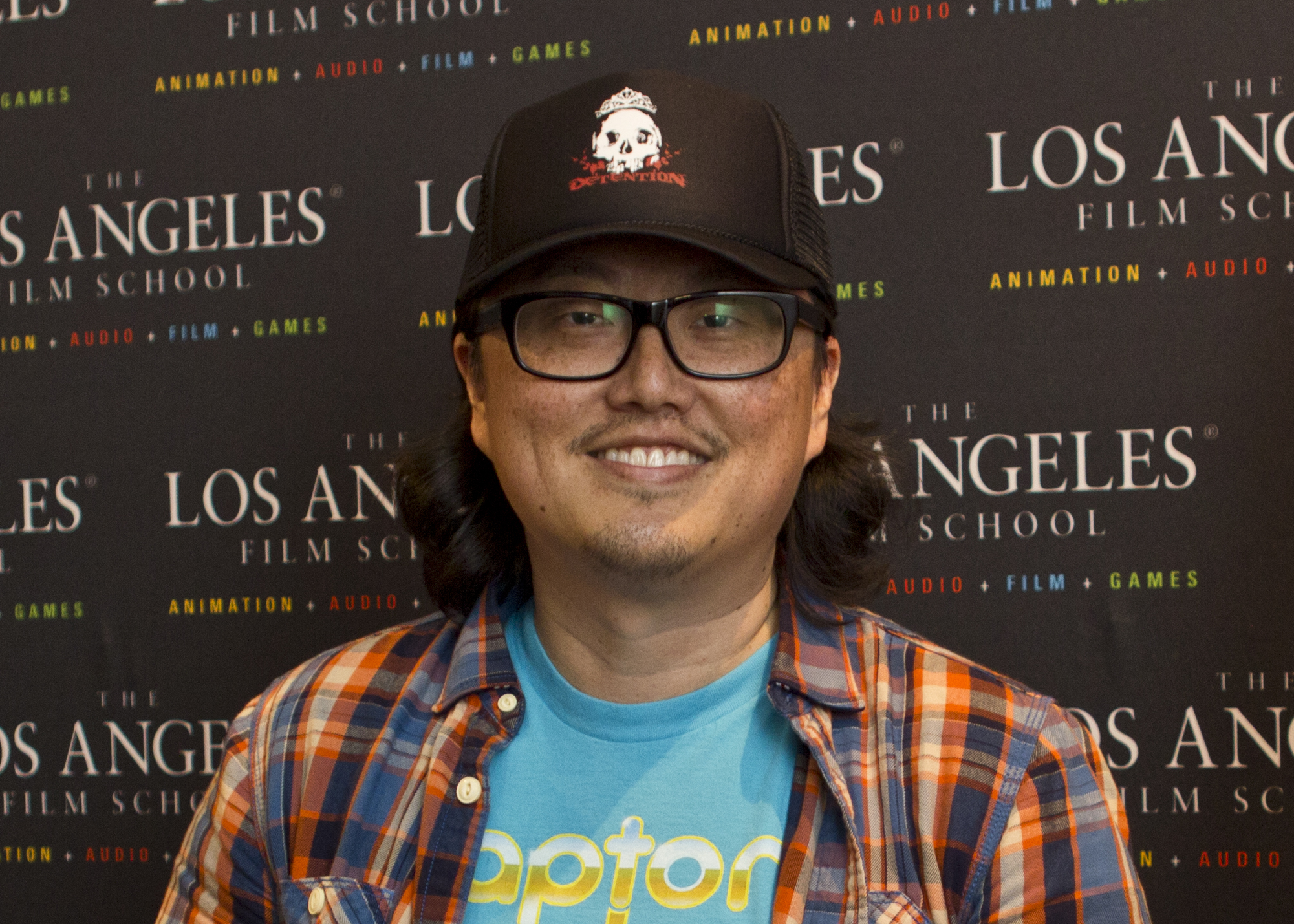
Joseph Kahn ha diretto otto dei video di Taylor Swift

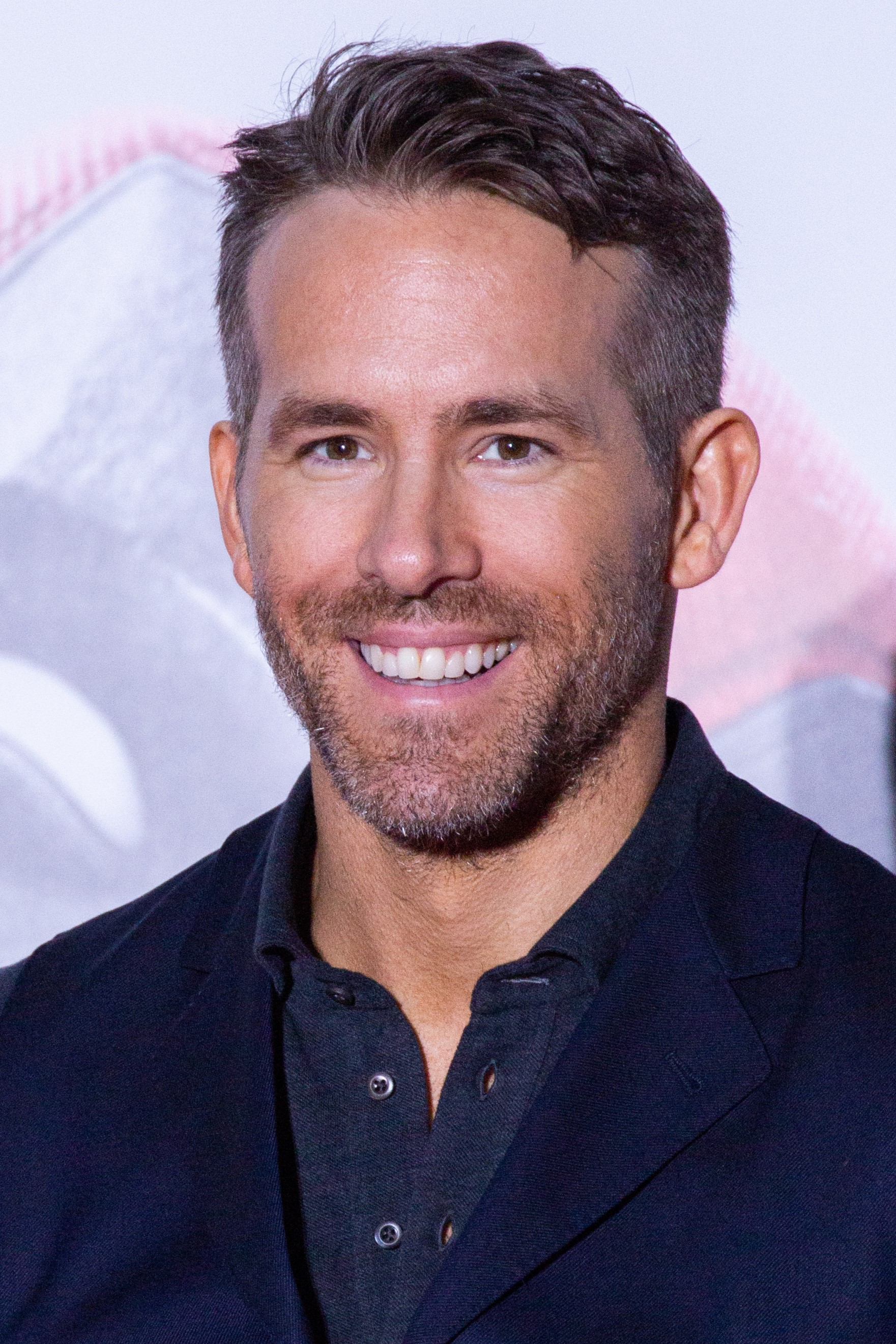
Ryan Reynolds compare nel video di You Need to Calm Down

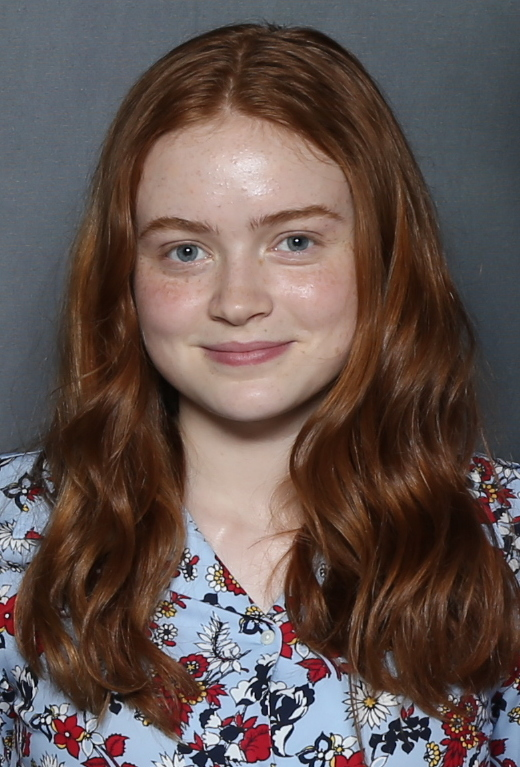
Sadie Sink interpreta il ruolo di Her nel cortometraggio All Too Well: The Short Film, scritto e recitato da Taylor Swift.

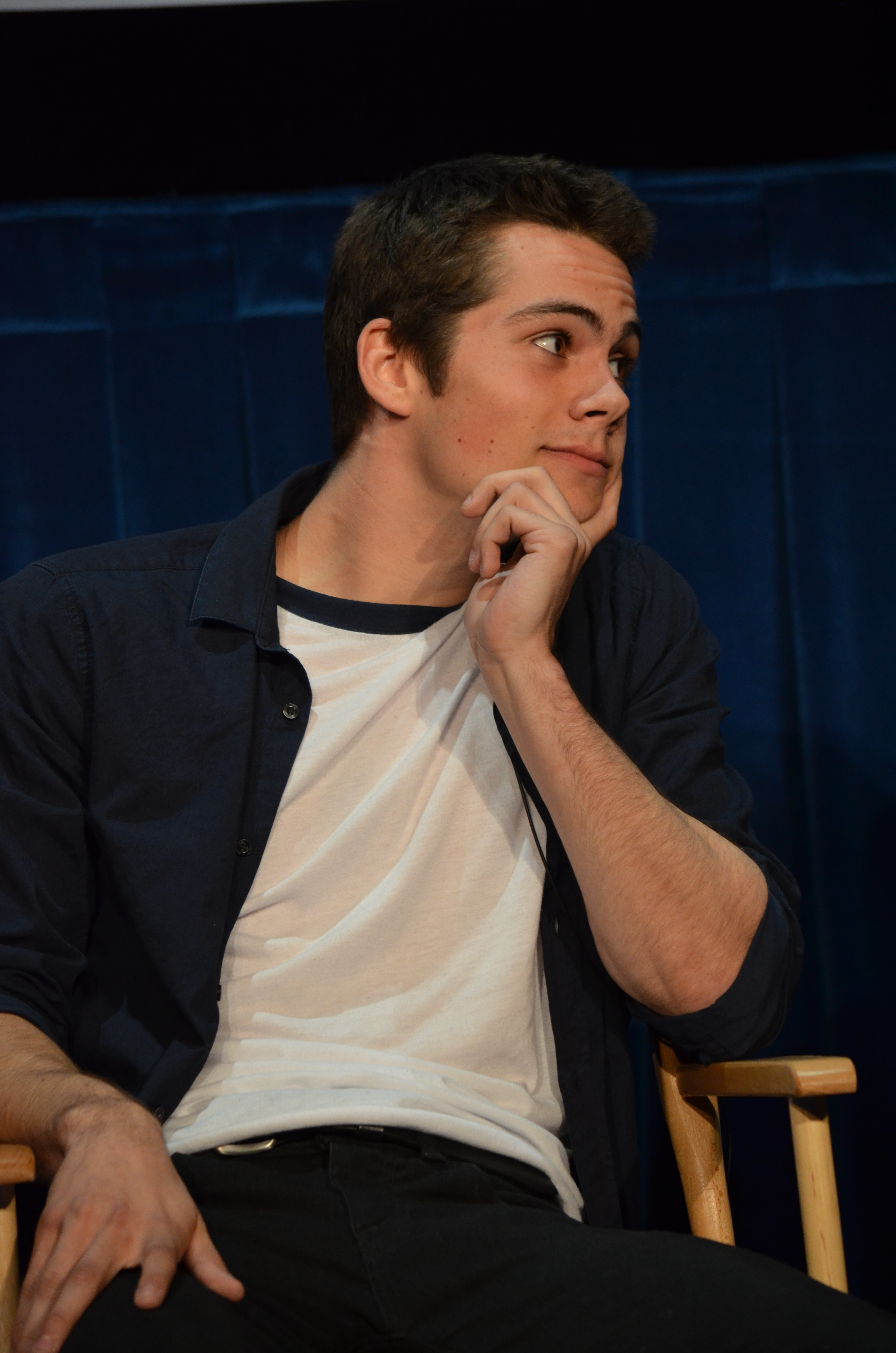
Dylan O'Brien interpreta il ruolo di Him nel cortometraggio All Too Well: The Short Film, scritto e recitato da Taylor Swift.

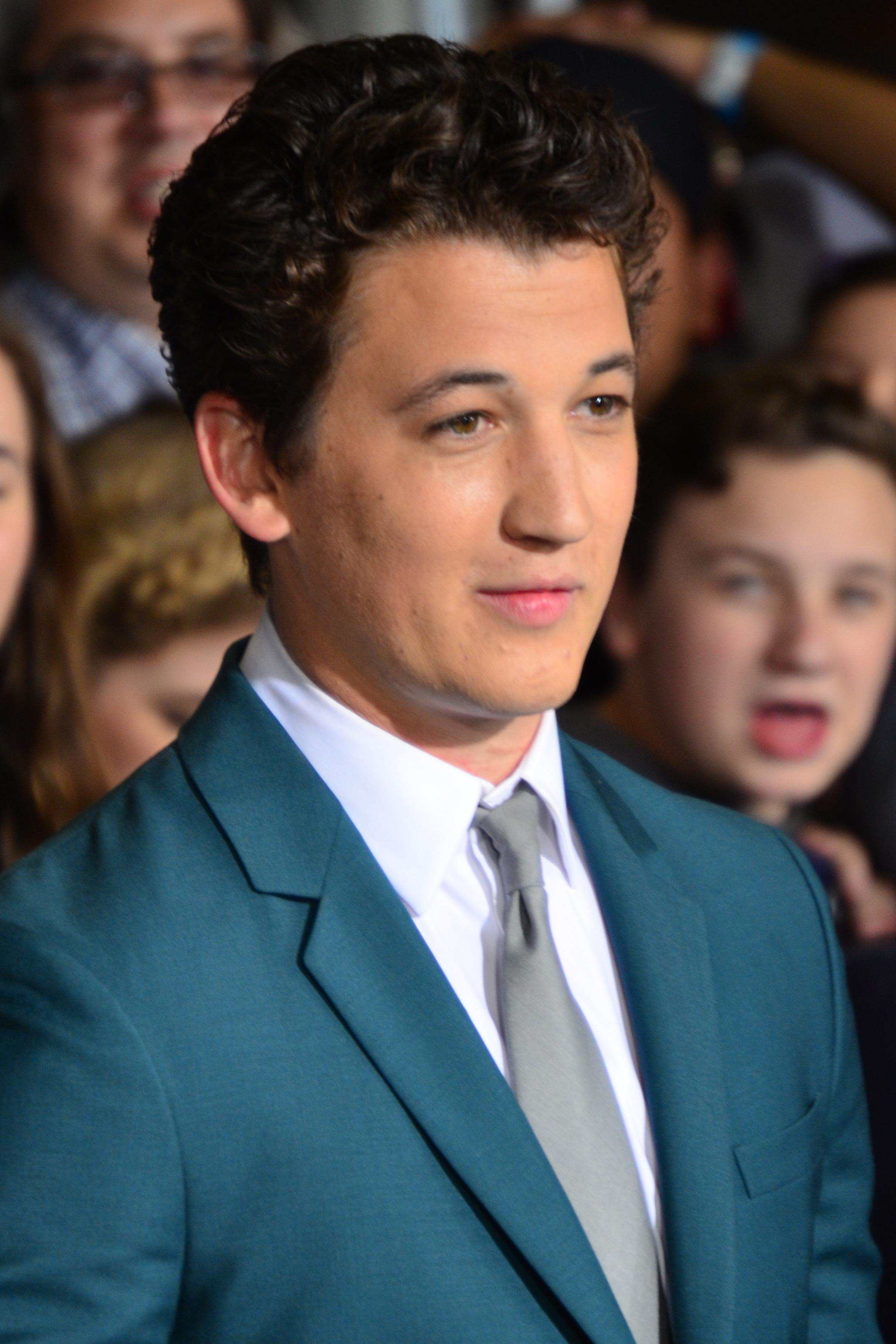
Miles Teller interpreta il protagonista maschile del video di I Bet You Think About Me.

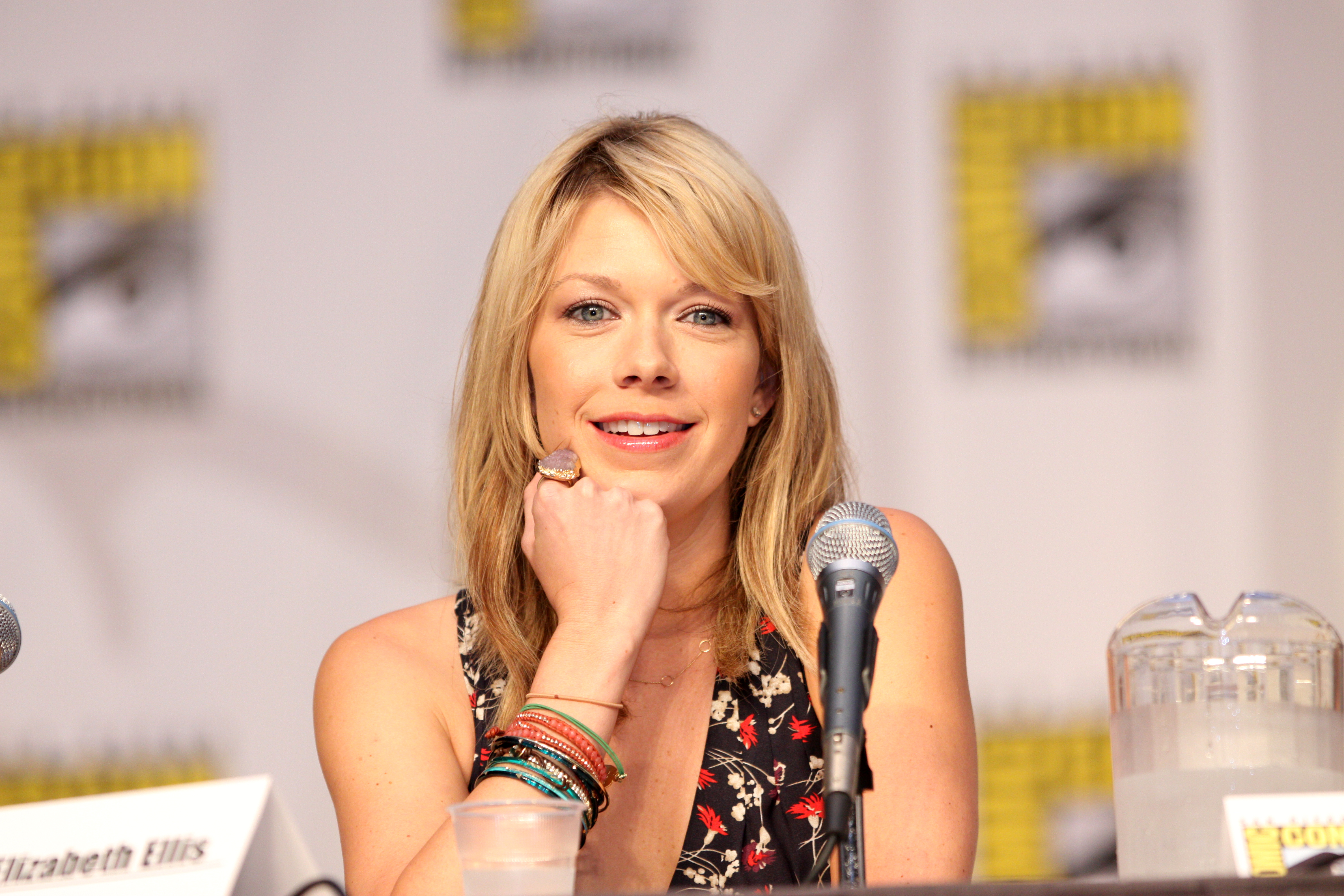
L'attrice Mary Elizabeth Ellis interpreta la nuora della cantante nel video musicale di Anti-Hero.

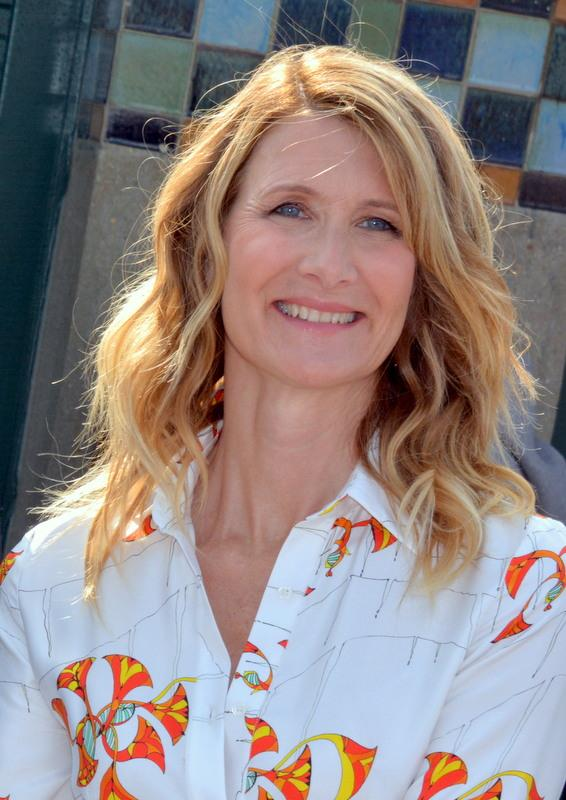
L'attrice premio oscar Laura Dern interpreta il ruolo della matrigna nel video musicale di Bejeweled.

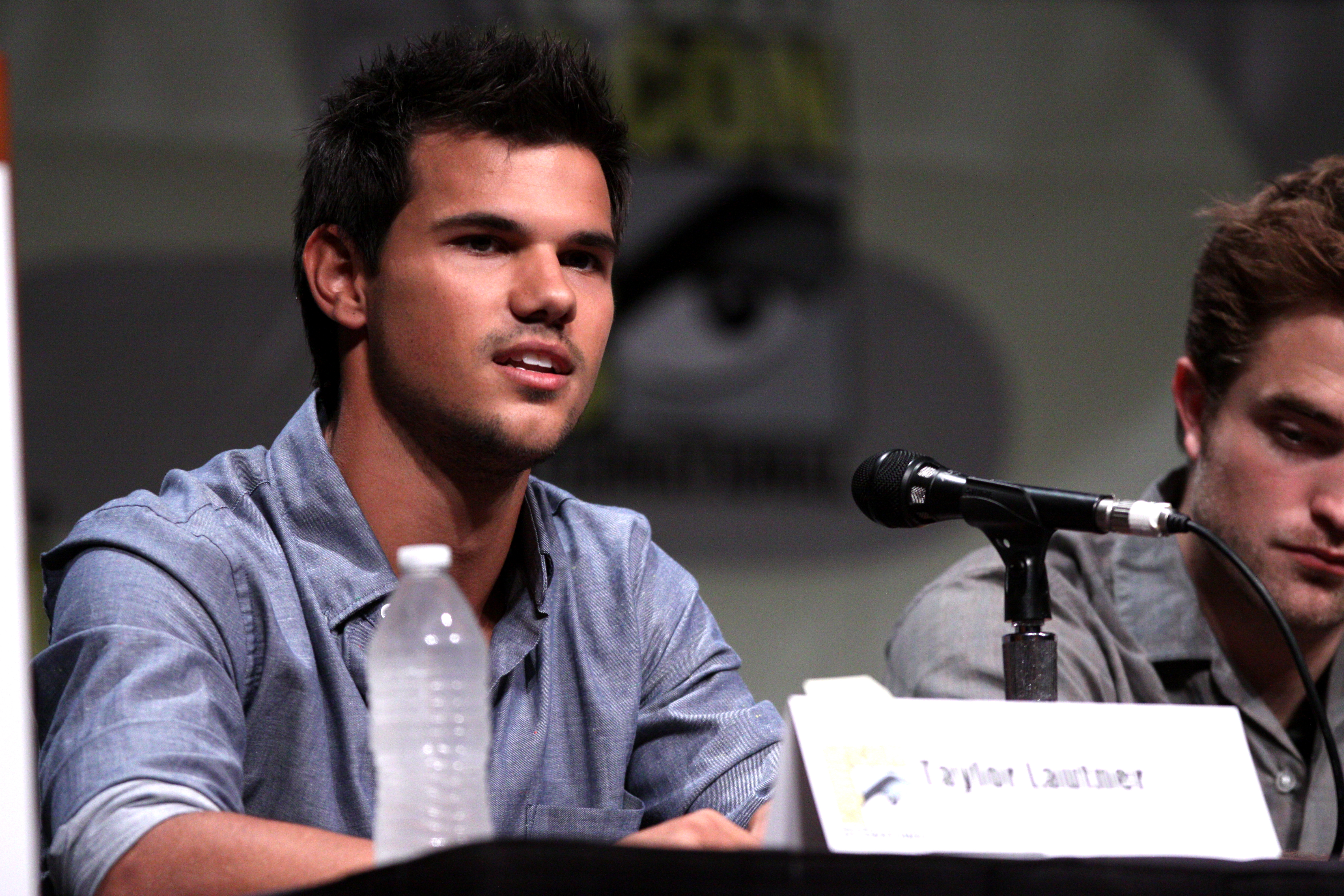
L'attore Taylor Lautner appare nel video di I Can See You.

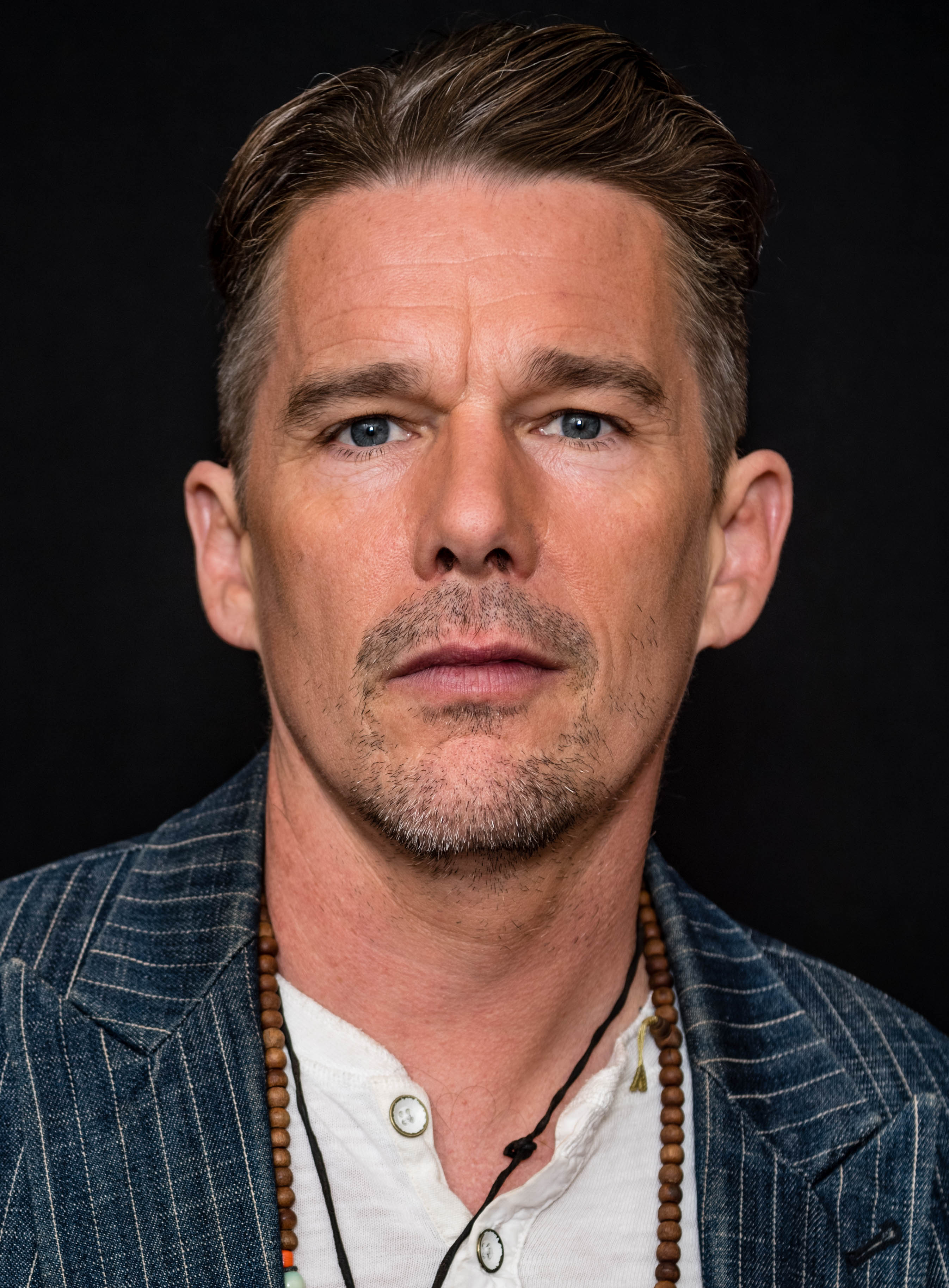
L'attore Ethan Hawke compare nel video musicale di Fortnight

| Titolo                                  | Anno | Altri artisti           | Regista                    | Nota   |
| --------------------------------------- | ---- | ----------------------- | -------------------------- | ------ |
| Tim McGraw                              | 2006 | N.D.                    | Trey Fanjoy                | [ 1 ]  |
| Teardrops on My Guitar                  | 2007 | N.D.                    | Trey Fanjoy                | [ 2 ]  |
| Our Song                                | 2007 | N.D.                    | Trey Fanjoy                | [ 3 ]  |
| Online                                  | 2007 | Brad Paisley            | Jason Alexander            | [ 4 ]  |
| I'm Only Me When I'm with You           | 2008 | N.D.                    | Taylor Swift               | [ 5 ]  |
| Picture to Burn                         | 2008 | N.D.                    | Trey Fanjoy                | [ 6 ]  |
| Beautiful Eyes                          | 2008 | N.D.                    | Todd Cassetty, Trey Fanjoy | [ 7 ]  |
| Should've Said No                       | 2008 | N.D.                    | Louis J. Horvitz           | [ 8 ]  |
| Change                                  | 2008 | N.D.                    | Shawn Robbins              | [ 9 ]  |
| Love Story                              | 2008 | N.D.                    | Trey Fanjoy                | [ 10 ] |
| White Horse                             | 2009 | N.D.                    | Trey Fanjoy                | [ 11 ] |
| Best Days of Your Life                  | 2009 | Kellie Pickler          | Roman White                | [ 12 ] |
| Crazier                                 | 2009 | N.D.                    | Peter Chelsom              | [ 13 ] |
| The Best Day                            | 2009 | N.D.                    | Taylor Swift               | [ 14 ] |
| You Belong with Me                      | 2009 | N.D.                    | Roman White                | [ 15 ] |
| Fifteen                                 | 2009 | N.D.                    | Roman White                | [ 16 ] |
| Two Is Better Than One                  | 2009 | Boys Like Girls         | Meiert Avis                | [ 17 ] |
| Fearless                                | 2010 | N.D.                    | Todd Cassetty              | [ 18 ] |
| Half of My Heart                        | 2010 | John Mayer              | P.R. Brown                 | [ 19 ] |
| Mine                                    | 2010 | N.D.                    | Taylor Swift, Roman White  | [ 20 ] |
| Back to December                        | 2011 | N.D.                    | Yoann Lemoine              | [ 21 ] |
| Mean                                    | 2011 | N.D.                    | Declan Whitebloom          | [ 22 ] |
| The Story of Us                         | 2011 | N.D.                    | Noble Jones                | [ 23 ] |
| Sparks Fly                              | 2011 | N.D.                    | Lamb                       | [ 24 ] |
| Ours                                    | 2011 | N.D.                    | Declan Whitebloom          | [ 25 ] |
| Safe & Sound                            | 2012 | The Civil Wars          | Philip Andelman            | [ 26 ] |
| Long Live                               | 2012 | Paula Fernandes         | Eduardo Levy               | [ 27 ] |
| Both of Us                              | 2012 | B.o.B                   | Jake Nava                  | [ 28 ] |
| We Are Never Ever Getting Back Together | 2012 | N.D.                    | Declan Whitebloom          | [ 29 ] |
| Begin Again                             | 2012 | N.D.                    | Philip Andelman            | [ 30 ] |
| I Knew You Were Trouble                 | 2012 | N.D.                    | Anthony Mandler            | [ 31 ] |
| 22                                      | 2013 | N.D.                    | Anthony Mandler            | [ 32 ] |
| Highway Don't Care                      | 2013 | Tim McGraw, Keith Urban | Shane C. Drake             | [ 33 ] |
| Everything Has Changed                  | 2013 | Ed Sheeran              | Philip Andelman            | [ 34 ] |
| Red                                     | 2013 | N.D.                    | Kenny Jackson              | [ 35 ] |
| The Last Time                           | 2013 | Gary Lightbody          | Terry Richardson           | [ 36 ] |
| Shake It Off                            | 2014 | N.D.                    | Mark Romanek               | [ 37 ] |
| Blank Space                             | 2014 | N.D.                    | Joseph Kahn                | [ 38 ] |
| Style                                   | 2015 | N.D.                    | Kyle Newman                | [ 39 ] |
| Bad Blood                               | 2015 | Kendrick Lamar          | Joseph Kahn                | [ 40 ] |
| Wildest Dreams                          | 2015 | N.D.                    | Joseph Kahn                | [ 41 ] |
| Out of the Woods                        | 2015 | N.D.                    | Joseph Kahn                | [ 42 ] |
| New Romantics                           | 2016 | N.D.                    | Jonas Åkerlund             | [ 43 ] |
| I Don't Wanna Live Forever              | 2017 | Zayn                    | Grant Singer               | [ 44 ] |
| Look What You Made Me Do                | 2017 | N.D.                    | Joseph Kahn                | [ 45 ] |
| ...Ready for It?                        | 2017 | N.D.                    | Joseph Kahn                | [ 46 ] |
| End Game                                | 2017 | Ed Sheeran, Future      | Joseph Kahn                | [ 47 ] |
| Delicate                                | 2018 | N.D.                    | Joseph Kahn                | [ 48 ] |
| Delicate (Vertical version)             | 2018 | N.D.                    | Jordan Lynn                | [ 49 ] |
| Babe                                    | 2018 | Sugarland               | Anthony Mandler            | [ 50 ] |
| Me!                                     | 2019 | Brendon Urie            | Taylor Swift, Dave Meyers  | [ 51 ] |
| You Need to Calm Down                   | 2019 | N.D.                    | Taylor Swift, Drew Kirsch  | [ 52 ] |
| Lover                                   | 2019 | N.D.                    | Taylor Swift, Drew Kirsch  | [ 53 ] |
| Christmas Tree Farm                     | 2019 | N.D.                    | Taylor Swift               | [ 54 ] |
| The Man                                 | 2020 | N.D.                    | Taylor Swift               | [ 55 ] |
| Cardigan                                | 2020 | N.D.                    | Taylor Swift               | [ 56 ] |
| Cardigan (Cabin in Candlelight Version) | 2020 | N.D.                    | Taylor Swift               | [ 57 ] |
| Willow                                  | 2020 | N.D.                    | Taylor Swift               | [ 58 ] |
| The Best Day (Taylor's Version)         | 2021 | N.D.                    | Taylor Swift               | [ 59 ] |
| Renegade                                | 2021 | Big Red Machine         | Michael Brown              | [ 60 ] |
| I Bet You Think About Me                | 2021 | Chris Stapleton         | Blake Lively               | [ 61 ] |
| The Joker and the Queen                 | 2022 | Ed Sheeran              | Emil Nava                  | [ 62 ] |
| Anti-Hero                               | 2022 | N.D.                    | Taylor Swift               | [ 63 ] |
| Bejeweled                               | 2022 | N.D.                    | Taylor Swift               | [ 64 ] |
| Lavender Haze                           | 2023 | N.D.                    | Taylor Swift               | [ 65 ] |
| The Alcott                              | 2023 | The National            | Michael Brown              | [ 66 ] |
| Karma                                   | 2023 | Ice Spice               | Taylor Swift               | [ 67 ] |
| I Can See You                           | 2023 | N.D.                    | Taylor Swift               | [ 68 ] |
| Fortnight                               | 2024 | Post Malone             | Taylor Swift               | [ 69 ] |
| I Can Do It with a Broken Heart         | 2024 | N.D.                    | Taylor Swift               | [ 70 ] |

## Album video
| Titolo                                       | Dettagli dell'album                                                                                | Note |
| -------------------------------------------- | -------------------------------------------------------------------------------------------------- | --- |
| CMT Crossroads: Taylor Swift and Def Leppard | - Pubblicato: 16 giugno 2009 - Etichetta: Big Machine - Formati: DVD                               | - Pubblicato esclusivamente nei negozi americani Wal-Mart, il DVD segue Taylor Swift durante gli incontri e le esibizioni con la rock band inglese Def Leppard. |
| Journey to Fearless                          | - Pubblicato: 11 ottobre 2011 - Etichetta: Big Machine, Shout! Factory - Formati: DVD, Blu-ray     | - Il film, avente durata complessiva pari a 135 minuti, racconta in tre episodi ben tre spettacoli per un totale di tredici esibizioni del Fearless Tour.       |
| Speak Now World Tour - Live                  | - Pubblicato: 21 novembre 2011 - Etichetta: Big Machine - Formati: download digitale, DVD, Blu-ray | - Il film presenta esibizioni dal vivo di concerti della leg nordamericana dello Speak Now World Tour.                                                          |

## Filmografia
| Anno | Titolo                                         | Ruolo          | Note                                                              |
| ---- | ---------------------------------------------- | -------------- | ----------------------------------------------------------------- |
| 2009 | Jonas Brothers: The 3D Concert Experience      | Se stessa      | Film concerto della boy band Jonas Brothers                       |
| 2009 | Hannah Montana: The Movie                      | Se stessa      | Cameo                                                             |
| 2010 | Appuntamento con l'amore (Valentine's Day)     | Felicia Miller | Debutto cinematografico                                           |
| 2012 | Lorax - Il guardiano della foresta (The Lorax) | Audrey         | Doppiaggio                                                        |
| 2014 | The Giver - Il mondo di Jonas (The Giver)      | Rosemary       | Ruolo di supporto                                                 |
| 2015 | The 1989 World Tour                            | Se stessa      | Film concerto pubblicato su Apple Music                           |
| 2018 | Taylor Swift's Reputation Stadium Tour         | Se stessa      | Film concerto pubblicato su Netflix                               |
| 2019 | Cats                                           | Bombalurina    | Ruolo di supporto                                                 |
| 2020 | Miss Americana                                 | Se stessa      | Documentario pubblicato su Netflix                                |
| 2020 | Taylor Swift: City Of Lover                    | Se stessa      | Film concerto pubblicato su Disney+                               |
| 2020 | Folklore: The Long Pond Studio Sessions        | Se stessa      | Film concerto pubblicato su Disney+. Anche regista s produttrice. |
| 2021 | All Too Well: The Short Film                   | Lei adulta     | Cortometraggio promozionale scritto e diretto dalla stessa Swift  |
| 2022 | Amsterdam                                      | Liz Mesekins   | Ruolo di supporto                                                 |
| 2023 | Taylor Swift: The Eras Tour                    | Se stessa      | Film concerto pubblicato su Disney+                               |

## Televisione
| Anno            | Titolo                                                                    | Ruolo                         | Note                                                                                    |
| --------------- | ------------------------------------------------------------------------- | ----------------------------- | --------------------------------------------------------------------------------------- |
| 2007            | America's Got Talent                                                      | Artista duettante             | Talent show, stagione 2 (finale)                                                        |
| 2008            | MTV Video Music Awards 2008                                               | Co-conduttrice                | Premiazione annuale, apertura del pre-show                                              |
| 2009            | CSI - Scena del crimine (CSI: Crime Scene Investigation)                  | Haley Jones                   | Episodio: "Legami di sangue"                                                            |
| 2009            | MTV Movie Awards 2009                                                     | Vari                          | Premiazione annuale, performer nello sketch di apertura                                 |
| 2009            | Saturday Night Live                                                       | Conduttrice e ospite musicale | 2 episodi                                                                               |
| 2010            | X Factor (Italia)                                                         | Performer                     | Talent show musicale italiano; stagione 4                                               |
| 2010            | Journey to Fearless                                                       | Se stessa                     | Docuserie distribuita da Discovery Family                                               |
| 2011            | Take Two with Phineas and Ferb                                            | Se stessa                     | Episodio: "Taylor Swift"                                                                |
| 2011            | CMT Music Awards 2011                                                     | Vari                          | Premiazione annuale, performer nello sketch di apertura                                 |
| 2012            | Teen Choice Awards 2012                                                   | Presentatrice                 | Premiazione annuale                                                                     |
| 2012            | Punk'd                                                                    | Se stessa                     | 2 episodi                                                                               |
| 2012            | X Factor (Stati Uniti d'America)                                          | Performer                     | Talent show musicale; stagione 2                                                        |
| 2013            | Victoria's Secret Fashion Show                                            | Performer                     | Sfilata di moda                                                                         |
| 2013            | New Girl                                                                  | Elaine                        | Episodio: "Il grande giorno"                                                            |
| 2013            | Britain's Got Talent                                                      | Ospite speciale               | Talent show; stagione 7 (finale)                                                        |
| 2013-2014; 2019 | The Voice (Stati Uniti d'America)                                         | Se stessa                     | Ospite speciale (stagione 4) Consigliere (stagione 7 e 17) Ospite musicale (stagione 6) |
| 2015            | Saturday Night Live 40th Anniversary Special                              | Allison                       | Speciale in onore dell'anniversario del programma                                       |
| 2017            | Saturday Night Live                                                       | Ospite musicale               | Episodio: "Tiffany Haddish / Taylor Swift"                                              |
| 2019            | Strictly Come Dancing                                                     | Ospite musicale               | Talent show di danza, stagione 17 (finale)                                              |
| 2019            | Saturday Night Live                                                       | Ospite musicale               | Episodio: "Phoebe Waller-Bridge / Taylor Swift"                                         |
| 2020            | Golden Globe 2020                                                         | Presentatrice                 | Categoria "Miglior film d'animazione"                                                   |
| 2020            | Together at Home                                                          | Se stessa                     | Speciale di beneficenza per la pandemia di COVID-19                                     |
| 2020            | Selena + Chef                                                             | Ospite                        | Episodio: "Selena + Roy Choi"                                                           |
| 2021            | Saturday Night Live                                                       | Ospite musicale               | Episodio: "Jonathan Majors / Taylor Swift"                                              |
| 2023            | Dancing with the Stars                                                    | Ospite in collegamento        | Talent show di danza, 2 episodi                                                         |
| 2025            | LEGO Ninjago: La rivolta dei draghi (LEGO Ninjago: La rivolta dei draghi) | Focus Symbol / Skylor         | Doppiaggio; episodio in uscita                                                          |

## Pubblicità
| Azienda                              | Anno      | Soggetto                                                   | Titolo                                      | Canzone                                           | Regione                | Nota            |
| ------------------------------------ | --------- | ---------------------------------------------------------- | ------------------------------------------- | ------------------------------------------------- | ---------------------- | --------------- |
| Activision                           | 2009      | Videogioco: Band Hero                                      | N.D.                                        | Love Story                                        | Stati Uniti            | [ 75 ]          |
| Nashville Predators                  | 2009      | Evento sportivo                                            | N.D.                                        | N.D.                                              | Stati Uniti            | [ 76 ]          |
| Sony                                 | 2010      | Fotocamera: Cyber-shot DSC-TX7                             | N.D.                                        | N.D.                                              | Stati Uniti            | [ 77 ]          |
| Target                               | 2010      | Speak Now: Edizione deluxe                                 | N.D.                                        | Mine                                              | Stati Uniti            | [ 78 ]          |
| CoverGirl                            | 2010–2011 | Trucchi                                                    | N.D.                                        | N.D.                                              | Stati Uniti            | [ 79 ]          |
| Elizabeth Arden, Inc.                | 2011      | Profumo: Wonderstruck / Wonderstruck Enchanted             | The Beginning of Something Magical          | Enchanted                                         | Stati Uniti            | [ 80 ]          |
| Vogue                                | 2012      | Fashion's Night Out 2012                                   | N.D.                                        | N.D.                                              | Stati Uniti            | [ 81 ]          |
| Macy's                               | 2012      | Profumo: Wonderstruck Enchanted                            | N.D.                                        | N.D.                                              | Stati Uniti            | [ 82 ]          |
| Macy's                               | 2012      | Donazioni da Macy's alla Make-A-Wish Foundation            | Another Miracle on the 34th Street          | N.D.                                              | Stati Uniti            | [ 83 ]          |
| Target                               | 2012      | Red: Edizione deluxe                                       | N.D.                                        | Red                                               | Stati Uniti            | [ 84 ]          |
| Sony                                 | 2012      | Fotocamera: Sony NEX-5R                                    | N.D.                                        | N.D.                                              | Stati Uniti            | [ 85 ]          |
| MTV                                  | 2012      | MTV Video Music Awards                                     | N.D.                                        | We Are Never Ever Getting Back Together           | Stati Uniti            | [ 86 ]          |
| The Recording Academy                | 2012      | Grammy Awards                                              | N.D.                                        | N.D.                                              | Stati Uniti            | [ 87 ]          |
| Keds                                 | 2013      | Scarpe                                                     | Be Brave                                    | N.D.                                              | Stati Uniti            | [ 88 ]          |
| Ulta Beauty                          | 2013      | Profumo: Taylor                                            | Made of Starlight                           | Starlight                                         | Stati Uniti            |                 |
| Coca-Cola                            | 2013      | Diet Coke                                                  | Stay Extraordinary                          | 22                                                | Stati Uniti            | [ 89 ]          |
| Coca-Cola                            | 2014      | Diet Coke                                                  | What if life tasted as good as a Diet Coke? | How You Get the Girl                              | Stati Uniti            | [ 90 ]          |
| Target                               | 2014      | 1989: Edizione deluxe                                      | There's Only One Place to Get More Taylor   | Style                                             | Stati Uniti e Canada   |                 |
| Keds                                 | 2014      | Shoes                                                      | Bravehearts                                 | N.D.                                              | Stati Uniti            | [ 91 ]          |
| Elizabeth Arden, Inc.                | 2014      | Profumo: Incredible Things                                 | N.D.                                        | N.D.                                              | Stati Uniti            | [ 92 ]          |
| Toyota                               | 2015      | Macchina ibrida: Lexus                                     | N.D.                                        | Wildest Dreams                                    | Cina                   | [ 93 ]          |
| Evolution of Smooth (EOS)            | 2015      | Balsamo per le labbra                                      | N.D.                                        | N.D.                                              | Cina                   | [ 94 ]          |
| Keds                                 | 2015      | Scarpe                                                     | Ladies First                                | N.D.                                              | Stati Uniti            | [ 95 ]          |
| Apple Music                          | 2016      | Servizio streaming                                         | Distractingly good                          | Jumpman di Drake e Future                         | Stati Uniti            |                 |
| Apple Music                          | 2016      | Servizio streaming                                         | Every song for every moment                 | The Middle dei Jimmy Eat World                    | Stati Uniti            |                 |
| Apple Music                          | 2016      | Servizio streaming                                         | Dance like no one's watching                | I Believe in a Thing Called Love dei The Darkness | Stati Uniti            |                 |
| DirecTV e DirecTV Now                | 2016      | Taylor Swift NOW                                           | AT&T Presents Taylor Swift NOW              | N.D.                                              | Stati Uniti            | [ 96 ]          |
| DirecTV e DirecTV Now                | 2017      | Taylor Swift NOW                                           | See What Taylor's Up To NOW                 | N.D.                                              | Stati Uniti            | [ 97 ]          |
| United Parcel Service                | 2017      | Spedizione di pacchi                                       | #TaylorSwiftDelivery                        | Look What You Made Me Do                          | Stati Uniti            |                 |
| Target                               | 2017      | Riviste esclusive per l'album Reputation                   | Look What You Made Me Do                    | ...Ready for It?                                  | Stati Uniti            | [ 98 ]          |
| American Broadcasting Company e ESPN | 2017      | Partita di football universitario Alabama v. Florida State | N.D.                                        | ...Ready for It?                                  | Stati Uniti            | [ 99 ]          |
| DirecTV e DirecTV Now                | 2018      | DirecTV Now                                                | Taylor Swift's Caticorn Adventure           | N.D.                                              | Stati Uniti            | [ 100 ]         |
| ESPN                                 | 2019      | 2019 NFL Draft                                             | N.D.                                        | Me!                                               | Stati Uniti            | [ 101 ]         |
| Capital One                          | 2019      | Carta di credito                                           | N.D.                                        | Me!                                               | Stati Uniti            | [ 102 ]         |
| Capital One                          | 2020      | Banca                                                      | N.D.                                        | Cardigan                                          | Stati Uniti            |                 |
| NBC                                  | 2021      | Olimpiadi estive 2020                                      | Taylor Swift Women's All-Around             | Evermore                                          | Stati Uniti e Giappone | [ 103 ] [ 104 ] |
| NBC                                  | 2021      | Olimpiadi estive 2020                                      | Taylor Swift hypes up the USWNT             | You Need to Calm Down                             | Stati Uniti e Giappone | [ 105 ]         |
| NBC                                  | 2021      | Olimpiadi estive 2020                                      | Simone Biles + Taylor Swift                 | This Is Me Trying                                 | Stati Uniti e Giappone | [ 106 ]         |
| Capital One                          | 2022      | Carta di credito                                           | Multiple Taylors                            | Anti-Hero                                         | Stati Uniti            | [ 107 ]         |
| NBC                                  | 2023      | New York Jets v. Kansas City Chiefs NFL football game      | N.D.                                        | Welcome to New York                               | Stati Uniti            |                 |